# Меганевры
Меганевры (лат. Meganeura) — род вымерших стрекозообразных насекомых, живших в конце каменноугольного периода (гжельский век). Включает Meganeura monyi, имевшую длину и переднего и заднего крыла в 300 мм и являющуюся, наряду с Meganeuropsis permiana, одним из крупнейших насекомых всех времён.

## Описание
Ископаемые остатки меганевры были обнаружены в 1880 году в Комментри (Франция) и описаны в 1884 году.
Охотились на примитивных растительноядных насекомых диктионеврид. Личинки вели наземный образ жизни и тоже были хищниками.
Вопрос о том, почему гигантские насекомые существовали в палеозое и не существуют сейчас, волновал исследователей с момента открытия меганевры. Гемолимфа насекомых не осуществляет перенос кислорода, он доставляется тканям системой трахей. В том числе из-за этого насекомые и не могут достигать больших размеров. В 1911 году было высказано предположение, что атмосфера каменноугольного периода содержала больше кислорода, чем современная, благодаря чему снабжение их тканей было более эффективным.

## Классификация
В роде описано несколько видов, но все они либо сведены в синонимы к типовому виду, либо объявлены nomen dubium.
На март 2021 года в род включают всего один вымерший вид:
- Meganeura monyi (Brongniart, 1884)typus [syn. Dictyoneura monyi Brongniart, 1884, Meganeura aeroplana Handlirsch, 1919, Meganeura brongniarti Handlirsch, 1906, Meganeura brongniartiana Handlirsch, 1919, Meganeura draco Handlirsch, 1919, Meganeura fafnir Handlirsch, 1906, Meganeurella rapax Handlirsch, 1919]

## В массовой культуре

### В литературе
- Гигантские стрекозы с размахом крыльев около 2 м присутствуют в романе Майкла Крайтона «Парк юрского периода». Палеонтолог Алан Грант — герой романа — прокомментировал это, сказав, что в юрском периоде встречались очень крупные насекомые. На самом деле настолько гигантских насекомых никогда не существовало.

### В кино
- Меганевра показана в фильме BBC «Прогулки с монстрами», отбирающей добычу у «лифистиаморфного паука».
- Также меганевра присутствует в научно-популярном сериале «Доисторический парк».

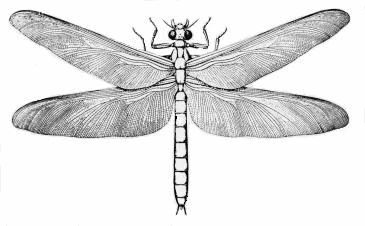
Реконструкция
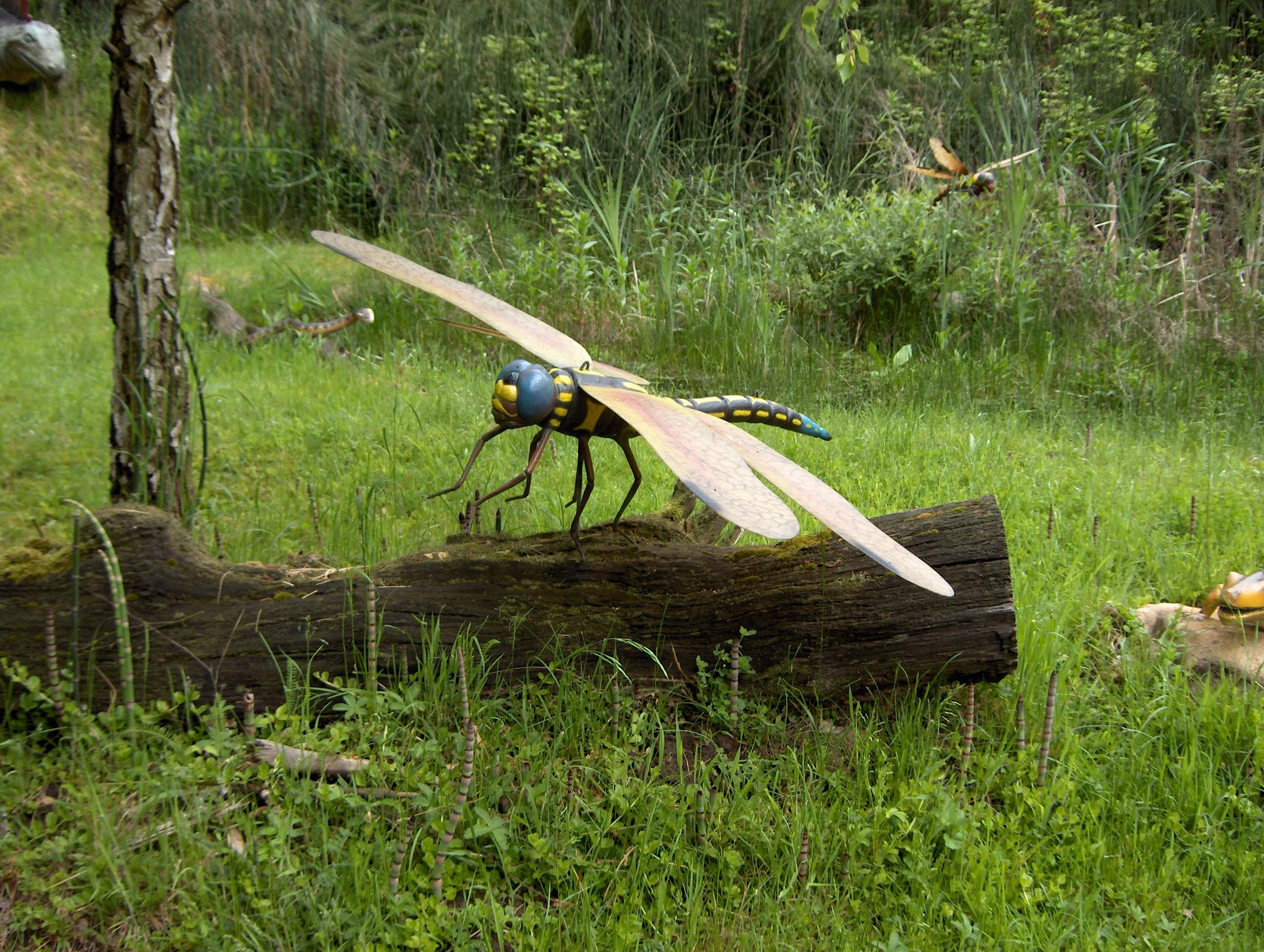
Модель меганевры
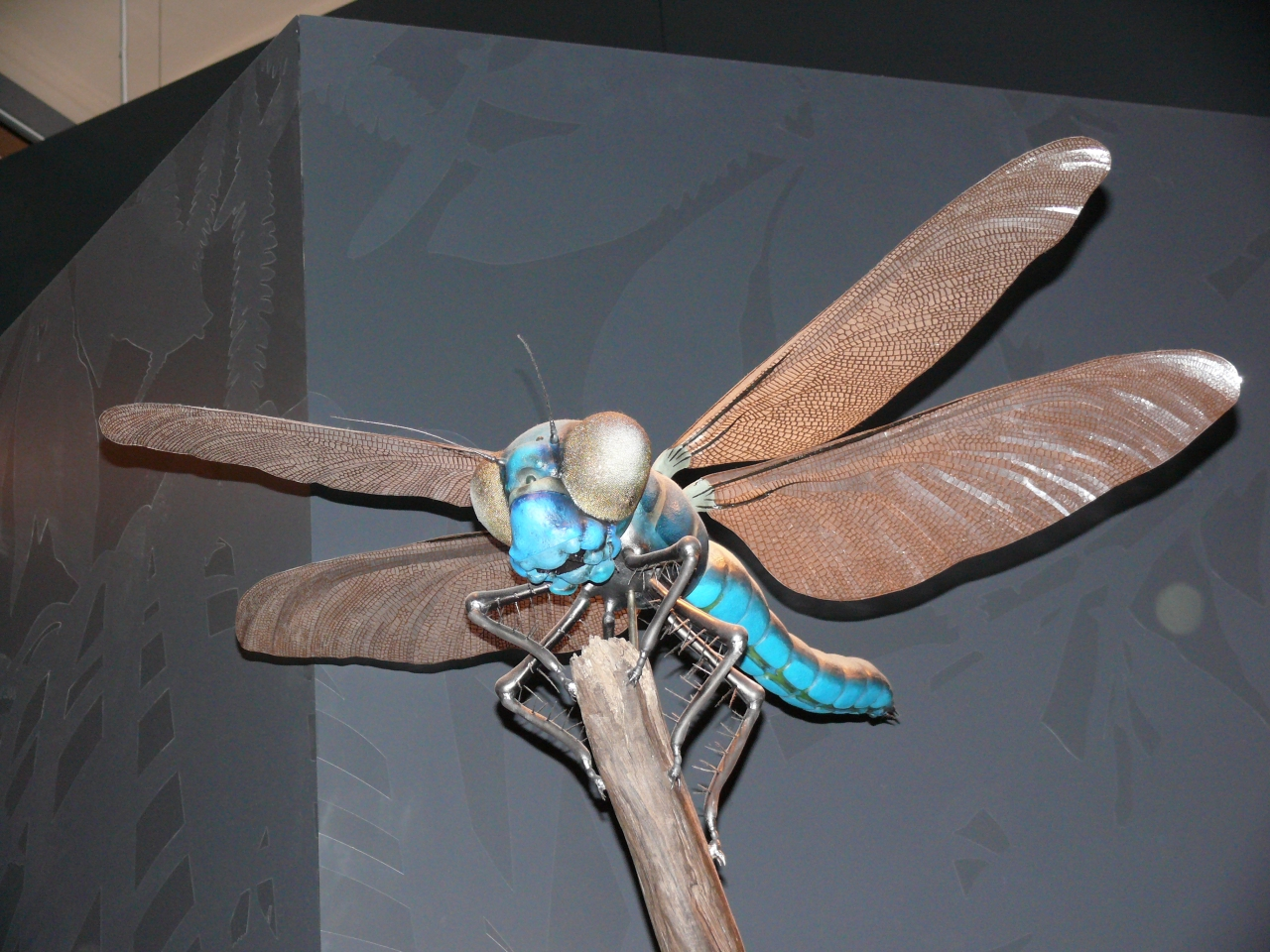
Модель меганевры